# Medbridge
MedBridge è un'organizzazione europea che mira a favorire il dialogo e la comprensione reciproca  tra Europa e Medio Oriente. Suo obiettivo è consentire a chi in Europa voglia tenersi informato sul Medio Oriente, e/o sostenere gli sforzi di pace tra Israeliani e Palestinesi, d'avere accesso a informazioni il più possibile complete e dirette sulla situazione politica della Regione.
MedBridge, registrata come organizzazione non-profit francese, è stata fondata nel 2003 da personalità politiche europee di spicco, di diversa provenienza politica, quali Willy De Clercq, Marco Pannella, Ana Palacio, François Léotard e François Zimeray.

## Attività
Sin dalla sua costituzione, nel 2003, Med Bridge ha dato vita a numerosi eventi internazionali: conferenze, mostre, seminari e visite in Medio Oriente da parte sia di parlamentari che di esponenti della società civile europei.

### Visite in Medio Oriente
MedBridge ha organizzato diverse visite in Medio Oriente da parte di leader ed esponenti politici d'Europa. Circa cinquecento parlamentari, appartenenti a trenta Paesi europei, hanno preso parte a questi scambi.
Secondo il diplomatico israeliano Yigal Palmor, nell'ottobre del 2003 MedBridge ha inviato la più larga delegazione di parlamentari europei che abbia mai visitato la regione: 160 parlamentari, da 28 paesi europei che hanno preso parte all'evento.  Nel gennaio 2008, MedBridge ha organizzato un'altra ampia delegazione, di 60 parlamentari provenienti da 21 stati europei.
Oltre a visite di carattere politico, MedBridge ha promosso diversi scambi con rappresentanti della società civile e della cultura. Nel gennaio 2007 MedBridge, in collaborazione con il Magazine di Le Monde, ha realizzato una visita in Medio Oriente di una delegazione di scrittori francesi..

### Personalità coinvolte
Tra le personalità che hanno accolto le delegazioni MedBridge figurano:
| - Abd Allah II di Giordania - Rania di Giordania - Mahmoud Abbas - Salam Fayyad - Benjamin Netanyahu - Shimon Peres - Tzipi Livni | - Ahmed Qurei - Ariel Sharon - Ehud Olmert - Hanan Ashrawi - Ami Ayalon - Dalia Itzik - Yossi Beilin | - Amir Peretz - Avraham Burg - David Grossman - Sari Nusseibeh - Shaul Mofaz - Marwan al-Muasher - Ahmed Tibi | - Tomy Lapid - Binyamin Ben-Eliezer - Avi Dichter - Marc Otte - Ahmed Aboul Gheit - Reuven Rivlin - Yasser Abd Rabbo |

### Altre attività

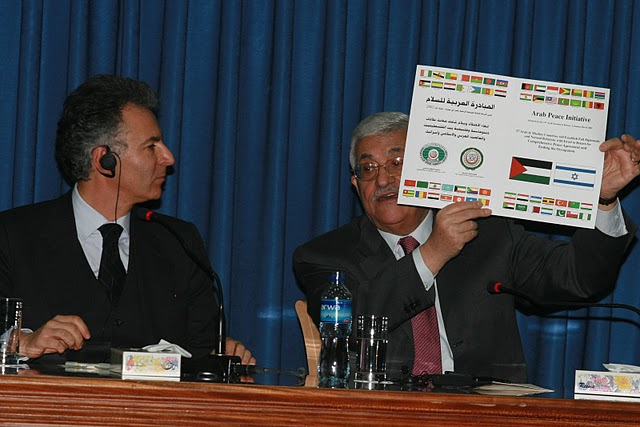
Mahmoud Abbas e François Zimeray, 2008.

MedBridge ha promosso diverse conferenze a cui hanno preso parte personalità quali Ehud Barak, Édith Cresson, Claude Goasguen, Antoine Sfeir, o Alexandre Adler.
MedBridge ha anche organizzato delle mostre allestite, tra l'altro, al Senato Francese.
Nel 2005, MedBridge, in concerto con l'organizzazione Hommes de Paroles ha organizzato il Primo Congresso Mondiale degli Imam e dei Rabbini per la Pace. Tale evento ha visto la partecipazione di 100 Imam e Rabbini di tutto il mondo, sotto il patronato di Alberto II del Belgio e Mohammed VI del Marocco.